# Ilida
Ilida (Grieks: Ήλιδα) is sedert 2011 een fusiegemeente (dimos) in de Griekse bestuurlijke regio (periferia) West-Griekenland.
De twee deelgemeenten (dimotiki enotita) zijn:
- Amaliada (Αμαλιάδα)
- Pinia (Πηνεία)